# ماریل تامپسون
ماریل تامپسون (انگلیسی: Marielle Thompson؛ زادهٔ ۱۵ ژوئن ۱۹۹۲) ورزشکار اسکی نمایشی اهل کانادا است.
وی در مسابقات کشوری و بین‌المللی در مجموع برندهٔ ۳ مدال طلا، ۲ مدال نقره شده‌است.